# Il Brabantino Spagnolo
Il Brabantino Spagnolo è una commedia picaresca scritta nel 1618 da Gerbrand Adriaensz Bredero. La trama segue Jerolimo, un uomo che arriva a Amsterdam in miseria e si finge ricco. Sebbene non ci sia una trama principale ben definita, l'opera è composta da una serie di vivaci scene che richiamano la vita di strada di Amsterdam. Questa commedia è considerata il culmine del repertorio delle commedie olandesi del Secolo d'Oro.

## Struttura del testo e fonti
La struttura di Spaanschen Brabander è meno rigida rispetto a quella delle altre commedie di Bredero. Secondo lo storico J.L. Price, questo potrebbe derivare dalla necessità di conformare l'opera a una struttura in cinque atti, il che ha portato a un’espansione del materiale, indebolendo così il pezzo. Poiché l’opera non presenta una trama principale, ma si compone di una serie di scene, Knuvelder la compara al "teatro epico" di Bertolt Brecht, descrivendo un insieme di episodi che non seguono un andamento lineare, ma sono tutti collegati a un'idea centrale che fornisce coesione a parti altrimenti disconnesse. Per quanto riguarda la fonte, Bredero trasse ispirazione da un romanzo picaresco di autore anonimo, probabilmente scritto da Diego Hurtado de Mendoza, Lazarillo de Tormes, la cui traduzione olandese era disponibile dal 1579 e fu ristampata nel 1609. Bredero si basò principalmente su un passaggio del terzo capitolo e alcune informazioni del primo capitolo, riprendendo il contenuto originale spagnolo in modo relativamente letterale, ma modificando significativamente i caratteri dei personaggi.

## Trama
Il protagonista Jerolimo arriva ad Amsterdam con l'intenzione di derubare gli innocenti. Ispirato al romanzo picaresco Lazarillo de Tormes, il racconto segue le disavventure di Robbeknol, un giovane servitore di Jerolimo, il quale finge di essere benestante, ma è in realtà povero. La trama è semplice: dopo essere fuggito da Anversa a causa dei debiti, Jerolimo si rifugia ad Amsterdam e assume Robbeknol. Quando i creditori di Jerolimo lo scoprono, egli fugge, lasciando Robbeknol in difficoltà, ma sarà grazie a un personaggio femminile che Robbeknol eviterà punizioni.
Bredero arricchisce la trama con scene di vita quotidiana ad Amsterdam, in cui i cittadini discutono vari argomenti, dai vizi sociali alla legislazione. Jerolimo, fiero delle sue origini brabantine, deride continuamente il dialetto e i costumi degli abitanti di Amsterdam, creando un contrasto tra le due culture. La comicità nasce anche dal linguaggio brabantino di Jerolimo e dai pregiudizi di Robbeknol e degli altri personaggi nei confronti degli stranieri, riflettendo le tensioni migratorie del tempo.

## Reputazione dell'opera
Le commedie di Bredero godettero di grande popolarità, generando significativi incassi, ma si trovarono anche ad affrontare resistenze da parte dei calvinisti. Dopo le prime rappresentazioni, Bredero divenne oggetto di pettegolezzi, al punto che nell'introduzione al testo stampato del 1618 risponde a critiche di persone che, a suo avviso, non avevano assistito all'opera. A partire dal primo quarto del diciottesimo secolo, il lavoro cadde nell'oblio, con un'interruzione già evidente nel terzo finale del diciassettesimo secolo. L'ultima rappresentazione nota risale al 1985, il che rende questa commedia l'unico spettacolo tra i primi quindici della canonizzazione degli studiosi di teatro a non essere stato rappresentato nel ventunesimo secolo.
Knuvelder evidenzia come la grande forza di Bredero risieda nel suo realismo, arricchito da "un umorismo che non diventa mai aspro o amaro". La fama dell'opera è confermata dalla sua inclusione in quattro canoni nel ventunesimo secolo. Nel 2015, Spaanschen Brabander si è classificato quarto in una lista dei cento migliori drammi in lingua olandese di tutti i tempi, redatta da esperti teatrali. Inoltre, è uno dei cinquanta elementi della Canon di Amsterdam e fa parte di un canone stilato nel 2002 da studiosi olandesi, che raccoglie le opere letterarie più significative della letteratura in lingua olandese, dalle origini ai giorni nostri. Infine, è incluso anche in un canone simile realizzato da studiosi fiamminghi nel 2015, composto da 51 opere.

## Altro
- Spaanschen Brabander - dbnl Site met tekst van de editie Stutterheim uit 1974 en studies over het werk.